# Stor bockrot
Stor bockrot (Pimpinella major) är en växtart i släktet bockrötter (Pimpinella) och familjen flockblommiga växter.

## Beskrivning
Stor bockrot är en perenn, flockblommig växt som kan bli omkring en meter hög. Stammen är fårad, ihålig och grenad upptill. De nedersta bladen är enkelt parbladiga, med spetsiga småblad, hjärtlika till äggrunda. Stjälkbladen är små med breda bladskaft och bladslidor med hinnartad kant.
Blomställningen saknar både allmänt och enskilt svepe. Blommorna är vanligen vita men ibland rosa, och blomningen sker i juli. Frukterna är omkring 2,5 till 3,5 millimeter långa. De är äggrunda eller avlånga och har kraftiga, vitaktiga åsar.
Arten skiljer sig från den vanliga bockroten (P. saxifraga) genom sin fårade stam och de tydliga åsarna på frukten.

## Habitat
I Sverige förekommer arten framför allt i näringsrika lövskogar samt på fuktig ängsmark. Den kräver mycket näring, och är till skillnad från den vanliga bockroten både skugg- och konkurrenstålig. I Svealand växer den framför allt i slottsparker, varifrån den på sina håll har spritt sig till det omkringliggande kulturlandskapet, bland annat vägkanter.

## Utbredning
Arten förekommer i så gott som hela Europa utom Portugal och södra Balkan. I Bulgarien är den regionalt utdöd. I Norge och Finland anses den inte ursprunglig, men den har spritt sig dit med människans hjälp. Den är även introducerad i östra USA.
I Sverige anses stor bockrot vara inhemsk i västra Skåne, men den är även inkommen med gräsfrö till andra platser i södra Sverige. Den är känd upp till Gästrikland och Dalarna. Arten är på tillbakagång i Skåne och är klassad som starkt hotad (EN) i hela landet. Troligen beror tillbakagången på att lövskogar har avverkats och ersatts av granplanteringar.